# International Champions Cup de 2015
A International Champions Cup de 2015 é um torneio amistoso de futebol disputado por 15 equipes, sendo três da Major League Soccer: Los Angeles Galaxy, San José Earthquakes e New York Red Bulls, um da Liga MX: América e seis clubes europeus: Barcelona, Paris Saint-Germain, Manchester United, Chelsea, Fiorentina e Benfica. As partidas serão realizadas nos Estados Unidos, na Itália, na Inglaterra, no Canadá e no México.

## Participantes

### Austrália
| País       | Clube           | Cidade  | Confederação | Liga           |
| ---------- | --------------- | ------- | ------------ | -------------- |
| Espanha    | Real Madrid     | Madrid  | UEFA         | La Liga        |
| Inglaterra | Manchester City | Londres | UEFA         | Premier League |
| Itália     | Roma            | Roma    | UEFA         | Serie A        |

### China
| País    | Clube          | Cidade | Confederação | Liga    |
| ------- | -------------- | ------ | ------------ | ------- |
| Espanha | Real Madrid    | Madrid | UEFA         | La Liga |
| Itália  | Internazionale | Milão  | UEFA         | Serie A |
| Itália  | Milan          | Milão  | UEFA         | Serie A |

### Estados Unidos
| País           | Clube                | Cidade           | Confederação | Liga                |
| -------------- | -------------------- | ---------------- | ------------ | ------------------- |
| Espanha        | Barcelona            | Barcelona        | UEFA         | La Liga             |
| Estados Unidos | Los Angeles Galaxy   | Carson           | CONCACAF     | Major League Soccer |
| Estados Unidos | New York Red Bulls   | Harrison         | CONCACAF     | Major League Soccer |
| Estados Unidos | San José Earthquakes | San José         | CONCACAF     | Major League Soccer |
| França         | Paris Saint-Germain  | Paris            | UEFA         | Ligue 1             |
| Inglaterra     | Chelsea              | Londres          | UEFA         | Premier League      |
| Inglaterra     | Manchester United    | Manchester       | UEFA         | Premier League      |
| Itália         | Fiorentina           | Florença         | UEFA         | Serie A             |
| México         | América              | Cidade do México | CONCACAF     | Liga MX             |
| Portugal       | Benfica              | Lisboa           | UEFA         | Primeira Liga       |

## Sedes
O Torneio amistoso terá um total de 19 sedes diferentes.
| Melbourne                          | Cantão | Xangai | Shenzhen | Toronto | Londres                            |
| ---------------------------------- | --- | --- | --- | --- | ---------------------------------- |
| Melbourne Cricket Ground           | Estádio Tianhe | Shanghai Stadium | Centro de Esportes da Baía de Shenzhen | BMO Field | Stamford Bridge                    |
| 37° 49′ 12″ S, 144° 59′ 00″ L      | 23° 08′ 26,33″ N, 113° 19′ 09,58″ L | 31° 11′ 00,61″ N, 121° 26′ 14,28″ L | 22° 41′ 49,7″ N, 114° 12′ 43,9″ L | 43° 37′ 58″ N, 79° 25′ 07″ O | 51° 28′ 54″ N, 0° 11′ 28″ O        |
| Capacidade: 100,024                | Capacidade: 58,500 | Capacidade: 56,842 | Capacidade: 60,334 | Capacidade: 30,000 | Capacidade: 41,798                 |
|                                    | | | | |                                    |
| Florença                           | Melbourne Cantão Xangai Shenzhen Santa Clara San José Cidade do México Carson Landover Seattle Chicago Toronto Harrison Pasadena East Hartford Charlotte Florença Londres | Melbourne Cantão Xangai Shenzhen Santa Clara San José Cidade do México Carson Landover Seattle Chicago Toronto Harrison Pasadena East Hartford Charlotte Florença Londres | Melbourne Cantão Xangai Shenzhen Santa Clara San José Cidade do México Carson Landover Seattle Chicago Toronto Harrison Pasadena East Hartford Charlotte Florença Londres | Melbourne Cantão Xangai Shenzhen Santa Clara San José Cidade do México Carson Landover Seattle Chicago Toronto Harrison Pasadena East Hartford Charlotte Florença Londres | Cidade do México                   |
| Estádio Artemio Franchi            | Melbourne Cantão Xangai Shenzhen Santa Clara San José Cidade do México Carson Landover Seattle Chicago Toronto Harrison Pasadena East Hartford Charlotte Florença Londres | Melbourne Cantão Xangai Shenzhen Santa Clara San José Cidade do México Carson Landover Seattle Chicago Toronto Harrison Pasadena East Hartford Charlotte Florença Londres | Melbourne Cantão Xangai Shenzhen Santa Clara San José Cidade do México Carson Landover Seattle Chicago Toronto Harrison Pasadena East Hartford Charlotte Florença Londres | Melbourne Cantão Xangai Shenzhen Santa Clara San José Cidade do México Carson Landover Seattle Chicago Toronto Harrison Pasadena East Hartford Charlotte Florença Londres | Estádio Azteca                     |
| 43° 46′ 50,96″ N, 11° 16′ 56,13″ L | Melbourne Cantão Xangai Shenzhen Santa Clara San José Cidade do México Carson Landover Seattle Chicago Toronto Harrison Pasadena East Hartford Charlotte Florença Londres | Melbourne Cantão Xangai Shenzhen Santa Clara San José Cidade do México Carson Landover Seattle Chicago Toronto Harrison Pasadena East Hartford Charlotte Florença Londres | Melbourne Cantão Xangai Shenzhen Santa Clara San José Cidade do México Carson Landover Seattle Chicago Toronto Harrison Pasadena East Hartford Charlotte Florença Londres | Melbourne Cantão Xangai Shenzhen Santa Clara San José Cidade do México Carson Landover Seattle Chicago Toronto Harrison Pasadena East Hartford Charlotte Florença Londres | 19° 18′ 10,48″ N, 99° 09′ 01,59″ O |
| Capacidade: 47,282                 | Melbourne Cantão Xangai Shenzhen Santa Clara San José Cidade do México Carson Landover Seattle Chicago Toronto Harrison Pasadena East Hartford Charlotte Florença Londres | Melbourne Cantão Xangai Shenzhen Santa Clara San José Cidade do México Carson Landover Seattle Chicago Toronto Harrison Pasadena East Hartford Charlotte Florença Londres | Melbourne Cantão Xangai Shenzhen Santa Clara San José Cidade do México Carson Landover Seattle Chicago Toronto Harrison Pasadena East Hartford Charlotte Florença Londres | Melbourne Cantão Xangai Shenzhen Santa Clara San José Cidade do México Carson Landover Seattle Chicago Toronto Harrison Pasadena East Hartford Charlotte Florença Londres | Capacidade: 95,500                 |
|                                    | Melbourne Cantão Xangai Shenzhen Santa Clara San José Cidade do México Carson Landover Seattle Chicago Toronto Harrison Pasadena East Hartford Charlotte Florença Londres | Melbourne Cantão Xangai Shenzhen Santa Clara San José Cidade do México Carson Landover Seattle Chicago Toronto Harrison Pasadena East Hartford Charlotte Florença Londres | Melbourne Cantão Xangai Shenzhen Santa Clara San José Cidade do México Carson Landover Seattle Chicago Toronto Harrison Pasadena East Hartford Charlotte Florença Londres | Melbourne Cantão Xangai Shenzhen Santa Clara San José Cidade do México Carson Landover Seattle Chicago Toronto Harrison Pasadena East Hartford Charlotte Florença Londres |                                    |
| Chicago                            | Carson | Berkeley | Landover | Seattle |                                    |
| Soldier Field                      | StubHub Center | California Memorial Stadium | FedEx Field | CenturyLink Field |                                    |
| 41° 51′ 45″ N, 87° 37′ 00″ O       | 33° 51′ 52″ N, 118° 15′ 40″ O | 37° 52′ 16″ N, 122° 15′ 03″ O | 38° 54′ 28″ N, 76° 51′ 52″ O | 47° 35′ 42,72″ N, 122° 19′ 53,76″ O |                                    |
| Capacidade: 61,500                 | Capacidade: 27,000 | Capacidade: 62,467 | Capacidade: 79,000 | Capacidade: 67,000 |                                    |
|                                    | | | | |                                    |
| San José                           | Santa Clara | Harrison | Pasadena | East Hartford | Charlotte                          |
| Avaya Stadium                      | Levi's Stadium | Red Bull Arena | Rose Bowl | Rentschler Field | Bank of America Stadium            |
| 37° 21′ 05″ N, 121° 55′ 30″ O      | 37° 24′ 10,8″ N, 121° 58′ 12″ O | 40° 44′ 12″ N, 74° 09′ 01″ O | 34° 09′ 41″ N, 118° 10′ 03″ O | 41° 45′ 35″ N, 72° 37′ 08″ O | 35° 13′ 33″ N, 80° 51′ 10″ O       |
| Capacidade: 18,000                 | Capacidade: 68,500 | Capacidade: 25,000 | Capacidade: 92,542 | Capacidade: 40,642 | Capacidade: 74,455                 |
|                                    | | | | |                                    |

## Formato de disputa
Cada jogo são concedidos 3 pontos para vitória no tempo regulamentar e 0 ponto por derrota no tempo regulamentar. Em caso de empate, será feita uma disputa de pênaltis. O vencedor da disputa ganha 2 pontos e o perdedor da disputa 1 ponto. A classificação será feita por (a) pontos ganhos nas QUATRO partidas, (b) confronto direto, (c) saldo de gols, (d) gols marcados.

## Partidas
Austrália
| 18 de julho    | Real Madrid | 0 – 0     | Roma | Melbourne Cricket Ground, Melbourne           |
| 19:00 (UTC+10) |             | Relatório |      | Público: 80 746 Árbitro: ING Mark Clattenburg |

|                                                     |       | Penalidades                                        |  |
| Danilo Kroos Lucas Silva Isco Benzema Nacho Vázquez | 6 – 7 | Pjanić Ljajić Destro Florenzi Iturbe Paredes Keita |  |

| 21 de julho    | Roma                   | 2 – 2     | Manchester City             | Melbourne Cricket Ground, Melbourne |
| 20:00 (UTC+10) | Pjanić 8' · Ljajić 86' | Relatório | Sterling 3' · Iheanacho 51' | Árbitro: AUS Jarred Gillet          |

|                                               |       | Penalidades                              |  |
| Nainggolan Ljajić Destro Falque Doumbia Keita | 4 – 5 | Touré Kolarov Navas Lopes Hart Horsfield |  |

| 24 de julho    | Manchester City   | 1 – 4     | Real Madrid                                          | Melbourne Cricket Ground, Melbourne          |
| 20:00 (UTC+10) | Touré 45+4' (pen) | Relatório | Benzema 21' · Ronaldo 25' · Pepe 44' · Cheryshev 73' | Público: 99 382 Árbitro: JAP Hiroyuki Kimura |

China
| 25 de julho   | Milan     | 1 – 0     | Internazionale | Cen. de Esp. da Baía de Shenzhen, Shenzhen |
| 20:00 (UTC+8) | Mexès 62' | Relatório |                | Público: 38 497 Árbitro: CHN Tan Hai       |

| 27 de julho   | Internazionale | 0 – 3     | Real Madrid                           | Estádio Tianhe, Cantão               |
| 20:00 (UTC+8) |                | Relatório | Jesé 29' · Varane 56' · Rodríguez 88' | Público: 39 896 Árbitro: CHN Fu Ming |

| 30 de julho   | Real Madrid | 0 – 0     | Milan | Shanghai Stadium, Xangai |
| 20:00 (UTC+8) |             | Relatório |       | Árbitro: CHN Di Wang     |

|                                                                                   |        | Penalidades                                                                               |  |
| Rodríguez Marcelo Casemiro Ramos Kroos Carvajal Nacho Cheryshev Isco Jesé Casilla | 10 – 9 | de Jong Matri Bacca Honda Luiz Adriano Montolivo Zapata Mauri Calabria Paletta Donnarumma |  |

América do Norte e Europa
| 14 de julho   | San José Earthquakes | 1 – 2     | América                  | Avaya Stadium, San José         |
| 19:30 (UTC−8) | Goodson 23'          | Relatório | Andrade 76' · Rivera 83' | Árbitro: EUA Alejandro Mariscal |

| 17 de julho   | América | 0 – 1     | Manchester United | CenturyLink Field, Seattle                   |
| 20:00 (UTC−8) |         | Relatório | Schneiderlin 5'   | Público: 46 857 Árbitro: EUA Edvin Jurisevic |

| 18 de julho   | Benfica                          | 2 – 3     | Paris Saint-Germain                        | BMO Field, Toronto                        |
| 20:30 (UTC−4) | Anderson Talisca 34' · Jonas 42' | Relatório | Augustin 29' · Lucas 64' (pen) · Digne 79' | Público: 17 853 Árbitro: CAN Drew Fischer |

| 21 de julho   | Paris Saint-Germain                               | 4 – 2     | Fiorentina                    | Red Bull Arena, Harrison                        |
| 20:30 (UTC−4) | Matuidi 35' · Augustin 41', 75' · Ibrahimović 69' | Relatório | Joaquín 60' · Rossi 79' (pen) | Público: 16 104 Árbitro: EUA José Carlos Rivero |

| 21 de julho   | Barcelona                | 2 – 1     | Los Angeles Galaxy | Rose Bowl, Pasadena                        |
| 20:00 (UTC−8) | Suárez 45' · Roberto 56' | Relatório | Meyer 90+1'        | Público: 93 226 Árbitro: EUA Ismail Elfath |

| 21 de julho   | Manchester United                          | 3 – 1     | San José Earthquakes | California Memorial Stadium, Berkeley |
| 20:00 (UTC−8) | Mata 32' · Depay 37' · Andreas Pereira 61' | Relatório | Alashe 42'           | Árbitro: EUA Juan Guzman              |

| 22 de julho   | New York Red Bulls                           | 4 – 2     | Chelsea               | Red Bull Arena, Harrison                    |
| 20:00 (UTC−4) | Castellanos 51' · Adams 70' · Davis 73', 77' | Relatório | Rémy 26' · Hazard 75' | Público: 24 076 Árbitro: EUA Roberto Sibiga |

| 24 de julho   | Benfica | 0 – 0     | Fiorentina | Rentschler Field, East Hartford           |
| 20:00 (UTC−4) |         | Relatório |            | Público: 15 791 Árbitro: EUA Sorin Stoica |

|                                                       |       | Penalidades                        |  |
| Almeida Pizzi Sílvio Nélson Oliveira Carcela-González | 4 – 5 | Pasqual Badelj Iličić Rebić Suárez |  |

| 25 de julho   | Barcelona   | 1 – 3     | Manchester United                       | Levi's Stadium, Santa Clara                   |
| 13:00 (UTC−8) | Rafinha 90' | Relatório | Rooney 8' · Lingard 65' · Januzaj 90+1' | Público: 68 416 Árbitro: EUA Baldomero Toledo |

| 25 de julho   | Paris Saint-Germain | 1 – 1     | Chelsea   | Bank of America Stadium, Charlotte     |
| 18:00 (UTC−4) | Ibrahimović 25'     | Relatório | Moses 64' | Público: 61 224 Árbitro: EUA Ted Unkel |

|                                                                     |       | Penalidades                                             |  |
| Thiago Motta Rabiot Ongenda Bahebeck Cavani Marquinhos Thiago Silva | 5 – 6 | Falcao Azpilicueta Cuadrado Rémy Oscar Willian Courtois |  |

| 26 de julho   | New York Red Bulls               | 2 – 1     | Benfica  | Red Bull Arena, Harrison                    |
| 19:30 (UTC−4) | Wright-Phillips 34' · Grella 56' | Relatório | Pizzi 7' | Público: 18 096 Árbitro: EUA Alex Chilowicz |

| 28 de julho   | Chelsea                 | 2 – 2     | Barcelona               | FedEx Field, Landover                      |
| 20:00 (UTC−4) | Hazard 10' · Cahill 86' | Relatório | Suárez 52' · Sandro 66' | Público: 78 914 Árbitro: EUA Allen Chapman |

|                           |       | Penalidades                    |  |
| Falcao Moses Ramires Rémy | 4 – 2 | Iniesta Halilović Piqué Sandro |  |

| 28 de julho   | América | 0 – 0     | Benfica | Estádio Azteca, Cidade do México                        |
| 21:00 (UTC−5) |         | Relatório |         | Público: 10 373 Árbitro: MEX Jorge Isaac Rojas Castillo |

|                                    |       | Penalidades                               |  |
| Martínez Zúñiga Marín Colula Rosel | 3 – 4 | Cristante Gaitán Samaris Santos Rodríguez |  |

| 29 de julho   | Manchester United | 0 – 2     | Paris Saint-Germain           | Soldier Field, Chicago                  |
| 20:00 (UTC−5) |                   | Relatório | Matuidi 25' · Ibrahimović 34' | Público: 61 351 Árbitro: IRL Alan Kelly |

| 2 de agosto   | Fiorentina           | 2 – 1     | Barcelona  | Estádio Artemio Franchi, Florença |
| 21:00 (UTC+2) | Bernardeschi 4', 12' | Relatório | Suárez 17' | Árbitro: ITA Massimiliano Irrati  |

| 5 de agosto   | Chelsea | 0 – 1     | Fiorentina  | Stamford Bridge, Londres                 |
| 20:00 (UTC+0) |         | Relatório | Gonzalo 57' | Público: 41 435 Árbitro: ENG David Coote |

## Classificação
Austrália
| Pos. | Equipe          | Pts | J | V | E | D | GP | GC | SG | Situação |
| ---- | --------------- | --- | - | - | - | - | -- | -- | -- | -------- |
| 1    | Real Madrid     | 4   | 2 | 1 | 0 | 1 | 4  | 1  | 3  | Campeão  |
| 2    | Roma            | 3   | 2 | 1 | 0 | 1 | 2  | 2  | 0  |          |
| 3    | Manchester City | 2   | 2 | 1 | 0 | 1 | 3  | 6  | -3 |          |

China
| Pos. | Equipe         | Pts | J | V | E | D | GP | GC | SG | Situação |
| ---- | -------------- | --- | - | - | - | - | -- | -- | -- | -------- |
| 1    | Real Madrid    | 5   | 2 | 2 | 0 | 0 | 3  | 0  | 3  | Campeão  |
| 2    | Milan          | 4   | 2 | 1 | 0 | 1 | 1  | 0  | 1  |          |
| 3    | Internazionale | 0   | 2 | 0 | 0 | 2 | 0  | 4  | -4 |          |

América do Norte e Europa
| Pos. | Equipe               | Pts | J | V | E | D | GP | GC | SG | Situação |
| ---- | -------------------- | --- | - | - | - | - | -- | -- | -- | -------- |
| 1    | Paris Saint-Germain  | 12  | 4 | 4 | 0 | 0 | 10 | 5  | +5 | Campeão  |
| 2    | Manchester United    | 9   | 4 | 3 | 0 | 1 | 7  | 4  | +3 |          |
| 3    | Fiorentina           | 8   | 4 | 3 | 0 | 1 | 5  | 5  | 0  |          |
| 4    | New York Red Bulls   | 6   | 2 | 2 | 0 | 0 | 6  | 3  | +3 |          |
| 5    | Chelsea              | 4   | 4 | 2 | 0 | 2 | 5  | 8  | –3 |          |
| 6    | Los Angeles Galaxy   | 3   | 2 | 1 | 0 | 1 | 3  | 3  | 0  |          |
| 7    | América              | 3   | 4 | 1 | 0 | 3 | 3  | 4  | –1 |          |
| 8    | Barcelona            | 3   | 4 | 1 | 0 | 3 | 6  | 8  | –2 |          |
| 9    | Benfica              | 3   | 4 | 1 | 0 | 3 | 3  | 5  | –2 |          |
| 10   | San José Earthquakes | 0   | 2 | 0 | 0 | 2 | 2  | 5  | –3 |          |

## Estatísticas
Atualizado em 06 de agosto de 2015
| Pos. | Jogador               | Equipe(s)            | Gols |
| ---- | --------------------- | -------------------- | ---- |
| 1º   | Jean-Kévin Augustin   | Paris Saint-Germain  | 3    |
| 1º   | Zlatan Ibrahimovic    | Paris Saint-Germain  | 3    |
| 1º   | Luis Suárez           | Barcelona            | 3    |
| 4º   | Federico Bernardeschi | Fiorentina           | 2    |
| 4º   | Sean Davis            | New York Red Bulls   | 2    |
| 4º   | Eden Hazard           | Chelsea              | 2    |
| 4º   | Blaise Matuidi        | Paris Saint-Germain  | 2    |
| 7º   | Tyler Adams           | New York Red Bulls   | 1    |
| 7º   | Fatai Alaske          | San Jose Earthquakes | 1    |
| 7º   | Rafael Alcântara      | Barcelona            | 1    |
| 7º   | Andrés Andrade        | América              | 1    |
| 7º   | Gary Cahill           | Chelsea              | 1    |
| 7º   | Franklin Castellanos  | New York Red Bulls   | 1    |
| 7º   | Memphis Depay         | Manchester United    | 1    |
| 7º   | Lucas Digne           | Paris Saint-Germain  | 1    |
| 7º   | Pizzi                 | Benfica              | 1    |
| 7º   | Jonas                 | Benfica              | 1    |
| 7º   | Clarence Goodson      | San José Earthquakes | 1    |
| 7º   | Alan Gordon           | Los Angeles Galaxy   | 1    |
| 7º   | Mike Grella           | Nem York Red Bulls   | 1    |
| 7º   | Andreas Pereira       | Manchester United    | 1    |
| 7º   | Adnan Januzaj         | Manchester United    | 1    |
| 7º   | Robbie Keane          | Los Angeles Galaxy   | 1    |
| 7º   | Jesse Lingard         | Manchester United    | 1    |
| 7º   | Juan Mata             | Manchester United    | 1    |
| 7º   | Tommy Meyer           | Los Angeles Galaxy   | 1    |
| 7º   | Victor Moses          | Chelsea              | 1    |
| 7º   | Carlos Quintero       | América              | 1    |
| 7º   | Sandro Ramírez        | Barcelona            | 1    |
| 7º   | Loïc Rémy             | Chelsea              | 1    |
| 7º   | Francisco Rivera      | América              | 1    |
| 7º   | Sergi Roberto         | Barcelona            | 1    |
| 7º   | Lucas Moura           | Paris Saint-Germain  | 1    |
| 7º   | Gonzalo Rodríguez     | Fiorentina           | 1    |
| 7º   | Wayne Rooney          | Manchester United    | 1    |
| 7º   | Giuseppe Rossi        | Fiorentina           | 1    |
| 7º   | Joaquín Sánchez       | Fiorentina           | 1    |
| 7º   | Morgan Schneiderlin   | Manchester United    | 1    |
| 7º   | Anderson Talisca      | Benfica              | 1    |
| 7º   | Wright-Phillips       | New York Red Bulls   | 1    |

| Pos. | Jogador                  | Equipe(s)            | Assist. |
| ---- | ------------------------ | -------------------- | ------- |
| 1º   | Jean-Christophe Bahebeck | Paris Saint-Germain  | 2       |
| 1º   | Oscar                    | Chelsea              | 2       |
| 1º   | Jesse Lingard            | Manchester United    | 2       |
| 1º   | Lucas Moura              | Paris Saint-Germain  | 2       |
| 1º   | Ashley Young             | Manchester United    | 2       |
| 6º   | Anatole Abang            | New York Red Bulls   | 1       |
| 6º   | Rafael Alcântara         | Barcelona            | 1       |
| 6º   | Michael Arroyo           | América              | 1       |
| 6º   | Jean-Kévin Augustin      | Paris Saint-Germain  | 1       |
| 6º   | Tyler Blackett           | Manchester United    | 1       |
| 6º   | Mehdi Carcela            | Benfica              | 1       |
| 6º   | Franklin Castellanos     | New York Red Bulls   | 1       |
| 6º   | Alejandro Díaz           | América              | 1       |
| 6º   | Francesc Fàbregas        | Chelsea              | 1       |
| 6º   | Nicolás Gaitán           | Benfica              | 1       |
| 6º   | Juan Mata                | Manchester United    | 1       |
| 6º   | Blaise Matuidi           | Paris Saint-Germain  | 1       |
| 6º   | Raúl Mendiola            | Los Angeles Galaxy   | 1       |
| 6º   | Juninho                  | Los Angeles Galaxy   | 1       |
| 6º   | Ivan Rakitić             | Barcelona            | 1       |
| 6º   | Sandro Ramírez           | Barcelona            | 1       |
| 6º   | Sergi Roberto            | Barcelona            | 1       |
| 6º   | Shea Salinas             | San José Earthquakes | 1       |
| 6º   | Joaquín Sánchez          | Fiorentina           | 1       |
| 6º   | Maxwell                  | Paris Saint-Germain  | 1       |
| 6º   | Borja Valero             | Fiorentina           | 1       |
| 6º   | Gregory van der Wiel     | Paris Saint-Germain  | 1       |
| 6º   | Mika Väyrynen            | Los Angeles Galaxy   | 1       |
| 6º   | Matias Vecino            | Fiorentina           | 1       |
| 6º   | Kurt Zouma               | Chelsea              | 1       |